# Kókusz Kokó, a kis sárkány (televíziós sorozat)
A Kókusz Kokó, a kis sárkány (eredeti cím: Der kleine Drache Kokosnuss) 2015-től 2016-ig futott német televíziós 3D-s számítógépes animációs vígjátéksorozat, amelyet a Caligari Film- und Fernsehproduktions készített. Németországban 2015. november 2-án a ZDF, míg Magyarországon 2016. október 1-jén az M2 tűzte műsorára. 2017. május 22-én a Boomerang is sugározta. 2024. október 16-tól a Kölyökklub is bemutatja.

## Szereplők
- Kókusz Kokó
- Oszkár
- Matilda
- Angus
- Mette
- Jörgen nagypapa

## Epizódok
| 1. A tojás 2. A csapda 3. Szerelmes főszakács 4. A nagy versengés 5. Bálint foga 6. A kis szakács 7. Repülős randevú 8. Baráti vacsora 9. Fogyókúra 10. Marhapásztorok 11. Szárnyviasz 12. A cserejátékos 13. Romlott gyümölcs 14. Apa és fia 15. A vulkánsárkány 16. Az új szemüveg 17. Repülő Kókusz 18. Kétszer az életben 19. Szuperbaba 20. Fuss, Husi, fuss! 21. Jóból is megárt a sok 22. Gyümölcsháború 23. Kókusz Kokó expressz 24. Márton, a feltaláló sárkány 25. A kincs 26. A szerencse kő 27. Otthon, édes otthon 28. Fő a biztonság 29. A tökéletes hely 30. Dragonella 31. Ottalvós buli 32. Adél kocsikázik 33. Csuklás 34. Sárkánybajnokság 35. Szorult helyzet 36. Kokó herceg 37. Szellem a palackban 38. Gyorsnövesztő 39. Nagyi szülinapja 40. Nyam-nyam 41. Rémtörténet 42. Fogadó óra 43. Az ígéret 44. Házőrzés 45. Az új Bálint 46. Meglepetés buli 47. Kokó, a tolvaj 48. Álommunka 49. Cukorka nagyapónak 50. Szellemvadászat 51. Oscar nem emlékszik 52. Sárkánybíróság | 1. Mini Kokó 2. Csuklás 3. Valóra vált álom 4. Husi, husi, husika… 5. Go-Kart verseny 6. Ijesztő piknik 7. Nagy Bo, a nagy hős 8. Zsebpénz 9. Vadászat 10. Bélus fincsi tortája 11. Házimunka csata 12. Kisállat Verseny 13. Kókusz Kokó, a nyomozó 14. Tűzön-vízen át 15. Kokó új barátja 16. Helikopter-szülők 17. A nagy himnusz hakni 18. Palack-barátok 19. Buli a felhők közt 20. A bölcsesség könyve 21. Az elfuserált halász kaland 22. Kokó, a rock sztár 23. Az unaloműző bab 24. A kuruzsló 25. Színes gondok 26. Felfaló lufik 27. Bogárinvázió 28. Vendégszakács 29. Baba féltékeny 30. Nemzeti Eledel 31. Tengerparti csata 32. A Nagy Sárkánycirkusz 33. Őrségváltás 34. Légi bemutató 35. Husi és Baldwin 36. Nappali éjszaka 37. Xie Xie a pácban 38. A tökéletes fénykép 39. Jó tett helyébe 40. Trükkös fogócska 41. Broderick bátyó 42. A dühös pillangó 43. Tüsszögős Xie-Xie 44. A kalap 45. Husi és a tehenek 46. Nagyapó szülinapja 47. A tévészakács verseny 48. Viszlát, Mini Mo! 49. Halmentés 50. Wart és a barátság 51. A beavatás 52. Sárkány-Matilda |

## Magyar változat
A szinkront az MTVA megbízásából a Masterfilm Digital készítette.
- Magyar szöveg: Pallinger Emőke
- Hangmérnök: Nikodém Norbert
- Vágó: Baja Gábor
- Gyártásvezető: Kovács Mariann
- Szinkronrendező: Mauchner József
- Felolvasó: Bozai József (1. évad), Mics Ildikó (2. évad)

### Magyar hangok

#### Főszereplők
- Pál Dániel Máté – Kókusz Kokó
- Straub Martin – Oszkár (1. évad)
- Maszlag Bálint – Oszkár (2. évad)
- Szűcs Anna Viola – Matilda (1. évad)
- Dolmány-Bogdányi Korina – Matilda (2. évad)

#### További szereplők
- Baráth István – Dirk
- Barbinek Péter – János nagypapa
- Berzsenyi Zoltán – Márton (Magnus), Kókusz Kokó apja (2. évad); Amadeus
- Bognár Tamás – Nagy Bo
- Bordás János – Bálint (Baldwin); Broderick
- Gyarmati Laura – Ananász (1. évad)
- Halász Aranka – Rózsika tanárnő
- Harcsik Róbert – Alfréd (Nigel) (2. évad)
- Hegedűs Johanna – Ananász (2. évad)
- Katona Zoltán – Karom úr (2. évad); A vízi-sárkányok vezetője
- Kiss Eszter – Mini Mo (1. évad)
- Kocsis Judit – Karom asszony (1. évad)
- Kocsis Mariann – Adél, Oszkár anyja
- Lippai László – Márton (Magnus), Kókusz Kokó apja (1. évad)
- Maday Gábor – Palackba zárt szellem
- Magyar Bálint – Alfréd (Nigel) (1. évad)
- Nádasi Veronika – Desirée; Wart
- Nemes Takách Kata – Xie-Xie
- Pálfai Péter – Fudzsikátó herceg
- Péter Richárd – Albert (Terence) (1. évad)
- Solecki Janka – Karom asszony (2. évad)
- Sótonyi Gábor – Szakács (2. évad)
- Szabó Máté – Bélus, Oszkár apja
- Takátsy Péter – Albert (Terence) (1. évad)
- Urbán Andrea – Mette, Kókusz Kokó anyja
- Varga Gábor – Szakács (1. évad)
- Vida Péter – Karom úr (1. évad)